# Granfelt (adelsätt)
Granfelt är en svensk och finländsk adlig ätt, stammande från skrivaren vid Åbo slott Berend Eriksson (död före 1572).
En av hans ättlingar, kaptenen vid Björneborgs regemente Carl Gustaf Granfelt, adlades Granfelt den 15 september 1756. Ätten introducerades på Finlands riddarhus den 7 februari 1818 och fortlever i Finland (även i den förfinskade formen: Kuusi), men utslocknade på svärdssidan i Sverige den 3 april 1895. Originalsköldebrevet finns i det finska riddarhusets arkiv.

## Kända medlemmar av ätten

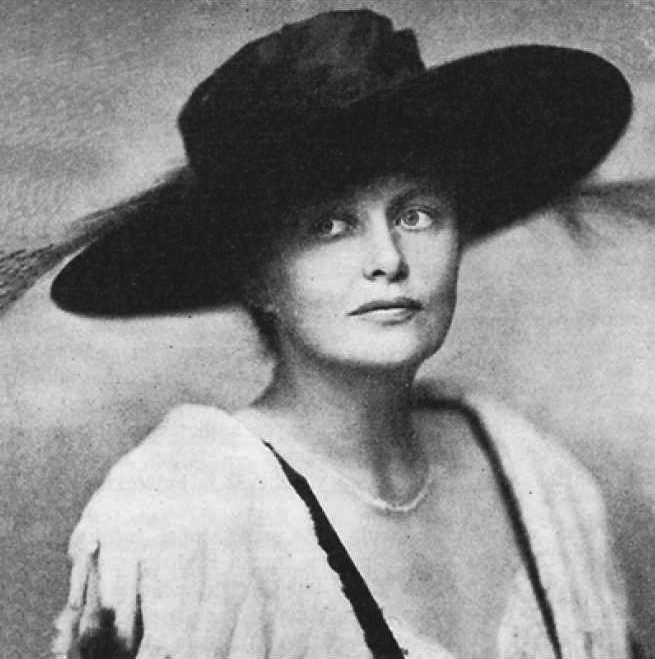
Den finländska operasångerskan Hanna Granfelt, medlem i ätten Granfelt.

- Den finländska operasångerskan Hanna Granfelt, medlem i ätten Granfelt.Axel Fredrik Granfelt (1815–1892), finländsk teolog
- Axel August Granfelt  (1846–1919), finländsk nykterhets- och folkbildningsman
- George Granfelt (1865–1917), finländsk jurist och politiker
- Sigrid Granfelt (1868–1942), finländsk målare
- Hjalmar Granfelt (1874–1957), finländsk jurist
- Eino Kuusi  (1880–1936), finländsk socialpolitiker
- Hanna Granfelt (1884–1952), finländsk operasångare
- Sakari Kuusi (1884–1976), finländsk historiker
- Helmi Kuusi (1913–2000), finländsk grafiker och målare
- Matti Kuusi (1914–1998), finländsk folklorist och akademiker
- Pekka Kuusi (1917–1989), finländsk ämbetsman och politiker
- Erik Granfelt (1919–1990), finländsk målare och grafiker
- Juhani Kuusi (1938–2017), finländsk fysiker